# Похищенная бацилла и другие происшествия
Похищенная бацилла и другие происшествия (англ. The Stolen Bacillus and Other Incidents) — сборник из пятнадцати рассказов в фэнтезийном и научно-фантастическом жанре, написанных английским писателем Г. Уэллсом между 1893 и 1895 гг.
Сборник был впервые опубликован издательством Methuen & Co. в 1895 году и был его  первой книгой. Все рассказы были опубликованы в различных еженедельных и ежемесячных изданиях.

## Содержание
Новеллы, содержащиеся в сборнике, в порядке периодичности издания.
- «Похищенная бацилла» (The Stolen Bacillus), (Pall Mall Gazette (вечерняя газета), 21 июня 1894)
- «Странная орхидея» (The Flowering of the Strange Orchid), (Pall Mall Gazette, 2 августа 1894)
- «В обсерватории Аву» (In the Avu Observatory), (Pall Mall Gazette, 9 августа 1894)
- «Торжество чучельника» (The Triumphs of a Taxidermist), (Pall Mall Gazette, 3 марта 1894)
- «Страусы с молотка» (A Deal in Ostriches(Pall Mall Budget, 20 декабря 1894)
- «У окна»(Through a Window), Black and White (еженедельное издание), 25 августа 1894)
- «Искушение Хэррингея» (The Temptation of Harringay), (The St. James’s Gazette), 9 февраля 1895)
- «Летающий Человек» (The Flying Man), (Pall Mall Gazette, декабрь 1893)
- «Человек, который делал алмазы» (The Diamond Maker), (Pall Mall Budget, 16 августа 1894)
- «Остров Эпиорниса» (Æpyornis Island), (Pall Mall Budget, 27 декабря 1894)
- «Замечательный случай с глазами Дэвидсона» (The Remarkable Case of Davidson’s Eyes), (Pall Mall Budget, 28 марта 1895)
- «Бог Динамо» (The Lord of the Dynamos), (Pall Mall Gazette, 6 сентября 1894)
- «Ограбление в Хэммерпонд-парке» (The Hammerpond Park Burglary), (Pall Mall Gazette, 5 Июля 1894)
- «Бабочка» (The Moth), (Pall Mall Gazette, 28 марта 1895)
- «Сокровище в лесу» (The Treasure in the Forest), (Pall Mall Gazette, 23 августа 1894)